# Vratislav Hůrka
Vratislav Hůrka (3. října 1947 Teplice – 12. prosince 2024 Cvikov) byl český fotograf a kameraman.

## Životopis
Pod vlivem otce, který má nejen zálibu ve fotografování, ale zakládá i několik fotoklubů, začal fotografovat již od dětství. Silně na něho působil kraj Českomoravské vysočiny a pak kadaňska. Kadaň a její industriální okolí společně s členitou krajinou Doupovska a Krušných hor se pro něho stal synonymem napětí mezi člověkem a přírodou, krajinou kontrastů. Působila na něho ovšem i atmosféra a kulturní kvalita šedesátých let. Po maturitě na gymnáziu v Kadani v roce 1966 absolvoval též tříletý kurz výtvarné fotografie při FAMU a od roku 1969 studoval na FAMU v Praze obor umělecká fotografie, který ukončil v roce 1974 absolutoriem a diplomovou prací o fotografickém díle Jiřího Severa, fotografa, vědce, básníka a přítele malíře Kamila Lhotáka. Za studií na něho měli největší vliv profesor Ján Šmok a Dr. Anna Fárová. Po návratu na kadaňsko pracoval na velkorypadle povrchových dolů v Tušimicích, později jako fotograf v Okresním muzeu v Chomutově a pak opět na povrchovém dole v Tušimicích jako fotograf. V sedmdesátých a osmdesátých letech začal realizovat své fotografické cykly. „Narušení“ byl název cyklu fotografií čtvercového formátu ze světa města a městských periférií se svými stromy, květinami, tapetami, ploty, plakáty, zdmi a okny.
Arteficiální prostředí jako svědectví o člověku, téma „neatraktivní“, s nádechem nostalgie a jemné ironie, se symbolikou osamělosti a pomíjivosti, se svým existenciálním vyzařováním určité duševní prázdnoty, svět vytvořený člověkem.
Anna Fárová napsala v roce 1981, že tyto fotografie jsou „na prvý pohled skoro obyčejné, bez uměleckých pretencí, a mají snahu být obtěžkané významem a poselstvím“.
Druhý cyklus fotografií s názvem „1969–1989“ byl spontánní výpovědí o prožitém dvacetiletí z doby tzv. normalizace.
V roce 1991 odešel Vratislav Hůrka z Kadaně do Turnova, kde pomáhal příteli rozjet tiskárnu a od roku 1993 začal pracovat jako kameraman. V televizním studiu v Mladé Boleslavi, pak pro různé TV agentury a pro soukromou televizi Nova a Prima. Od roku 1994 spolupracoval s Českou televizí jako stálý kameraman. Natáčel reportáže, publicistické i výtvarné dokumenty v Praze, v České republice a v zahraničí. Dostal se do oblastí válečných konfliktů, přírodních katastrof, byl při misích a návštěvách prezidenta, politiků a diplomatických jednáních. Na cestách s kamerou navštívil třicet pět zemí, některé vícekrát (Izrael, Albánie, Kurdistán, Bosna, Francie, Jordánsko,…), natočil okolo šesti tisíc reportáží a realizoval nový cyklus barevných fotografií pod názvem „Cestou“, volně navazující na černobílý cyklus „1969–1989“.
Další cyklus barevných fotografií čtvercového formátu volně navázal na černobílý cyklus „Narušení“. Jeho název je „Místa“.
Novým cyklem se stal cyklus barevných fotografií s názvem „Pásma, krajiny, obrazy“ a je syntézou cyklů předešlých. Původně existenciální pocity se spojují s pocitem bytostným a jsou provázeny výtvarnou stylizací. Jistý nový vliv na tento cyklus má i práce s kamerou. Předešlé cykly byly realizovány na černobílý a barevný fotomateriál, nový cyklus probíhá převážně digitální cestou na fotopapír. Mění se doba, technika, životní prostředí, sčítají se zážitky, zkušenosti, informace, působí nová tajemství, pásma magických poruch, krajin, obrazů…

## Účast na skupinových a společných výstavách; samostatné výstavy
- 1973 Československá fotografie, Moravská galerie Brno
- 1975 Fotografie absolventů FAMU, Galerie Hodonín
- 1978 Setkání mladých výtvarníků, Státní zámek Klášterec nad Ohří
- 1979 Kulturní dům Klášterec nad Ohří
- 1980 Kulturní dům Kadaň
- 1980 Fotografie a porcelánový šperk, Státní zámek Klášterec nad Ohří (s výtvarníkem Františkem Vlčkem)
- 1981 Fotografie – Vratislav Hůrka, Státní zámek Klášterec nad Ohří (samostatná výstava)
- 1981 Vratislav Hůrka, fotografie z cyklu Narušení, Činoherní klub Praha (samostatná výstava)
- 1981 9 & 9 – FOTOGRAFIE, klášter Plasy (výstava fotografií nové vlny čsl. fotografie, koncepce: Anna Fárová)
- 1982 Fotografie – Vratislav Hůrka, Okresní muzeum Chomutov (samostatná výstava)
- 1983 Grafika a fotografie, Kulturní dům Klášterec nad Ohří (s výtvarníkem Vojtěchem Krausem)
- 1984 Fotografie, Galerie ANTRAZIT Essen, NSR (nové objevy evropské fotografie)
- 1985 Aktuální fotografie, Moravská galerie Brno
- 1985 Fotografie absolventů FAMU, Moravská galerie Brno (putovní výstava – 1986 evropská města, 1987 Umprum muzeum Praha)
- 1988 Fotografie, Okresní kulturní středisko Chomutov (s fotografem Karlem Išou)
- 1989 37 fotografů, klub Chmelnice Praha (fotografie starší a nové vlny čsl. fotografie – koncepce Anna Fárová)[2]
- 1990 Fotografie – Vratislav Hůrka, Galerie Karla Iši – Kadaň (samostatná výstava)
- 1990 Fotografie: Sametová revoluce, knihovna Klášterec nad Ohří (samostatná výstava)
- 1991 Fotografické variace na téma devastace, výstava pro Výbor dobré vůle a návštěvu princezny Diany, Praha, Dům československých dětí na pražském hradě (9 autorů)
- 2006 Třetí strana zdi, Moravská galerie Brno
- 2006 Anna Fárová a fotografie, Langhans Galerie Praha
- 2006 Vratislav Hůrka – fotografie z cyklu Cestou, galerie Josefa Lieslera Kadaň (samostatná výstava)
- 2009 Mimo zónu/Outside, Langhans Galerie Praha, fotografie z let 1970–1989, 16 autorů[3]
- 2010 Vratislav Hůrka – fotografie z cyklu Pásma, krajiny, obrazy, galerie Kryt Klášterec nad Ohří (samostatná výstava)
- 2019 Byli jsme při tom 1989 očima kameramanů České televize (putovní výstava – 2019 náměstí Jiřího z Poděbrad a náměstí Jana Palacha Praha, 2020 Pírkovo sanatorium Mladá Boleslav)[4]

## Zastoupení ve významnějších katalozích
- Československá fotografie 1971–1972, Moravská galerie Brno
- 9 & 9 Plasy 1981, Anna Fárová
- Aktuální fotografie, Brno 1985, Antonín Dufek
- Fotografie absolventů FAMU, 1985
- 37 fotografů na Chmelnici, Praha 1989, Anna Fárová
- Cestou, Vratislav Hůrka, Kadaň 2006

## Zastoupení v publikacích
- Encyklopedie československých fotografů Praha, Asco 1993
- Kadaňsko výtvarné 1900–2000 PhDr. Vladimír Valeš, vydalo Středisko knihovnických a kulturních potřeb Chomutov 2002.[5]
- Anna Fárová a fotografie, Langhans Galerie Praha 2006
- Anna Fárová – Dvě tváře, nakladatelství Torst 2009 (odkazy – V. Hůrka: 543, 544, 545, 551, 553, 560, 677, 1042)
- Anna Fárová – A pásly by se tam ovce…
- Anna Fárová, Viktor Stoilov, Praha Torst 2010
- Mimo zónu/Outside, fotografie z let 1970–1981 Christiane Frisinghelli, Milena Slavická, Dušan Šimánek, Zuzana Meisnerová, Langhans Galerie Praha 2009
- Plasy 1981, Torst 2009
- Byli jsme při tom 1989 očima kameramanů České televize, Česká televize – Edice ČT 2019

## Články, recenze, prezentace v médiích
- Československá fotografie (měsíčník) – Juniorfoto 1973 (1 fotografie)
- Československá fotografie č. 2 1975, „Fotografie absolventů FAMU“ (2 fotografie – str. 68)
- Mladá fronta 1989, deník, Kultura: Fotografové na Chmelnici, Snaha nastavit člověku nepříliš lichotivé zrcadlo, Petr Balajka, Martin Hruška
- Umění a řemesla č. 1 1990, „Výstava 37 fotografů na Chmelnici“, Anna Fárová, str. 41–48
- Československá fotografie č. 2 1990, „Třicetsedm nadějí“, Vladimír Remeš (2 fotografie)
- Ateliér „Fotograf Jiří Sever“ 2003, citace z diplomové práce: V. Hůrka – Fotograf Jiří Sever
- Hlasy a ohlasy, měsíčník pro Turnov a okolí, červenec–srpen 2006, rozhovor, fotografie: „Pořád na cestě, aneb dobrodružný život Vratislava Hůrky“, redaktor Pavel Charousek, str. 20–23
- Zpravodajství ČT, Události v kultuře, Večerník – rozhovor a prezentace výstavy V. Hůrky „Cestou“, galerie Jos. Lieslera Kadaň, říjen 2006
- Reportáž Bonus TV, rozhovor a prezentace výstavy fotografií V. Hůrky z cyklu „Cestou“, galerie Jos. Lieslera Kadaň, říjen 2006
- Hlasy a ohlasy, měsíčník pro Turnov a okolí, rozhovor, 3 fotografie: „S Vratislavem Hůrkou mimo zónu“, redaktor Tomáš Lánský, prosinec 2009
- Ateliér 1/7 2009 „Třetí strana zdi“
- Časopis Fotograf č. 14, článek a 3 fotografie: „Mimo zónu“, Pavel Turek 2009
- Časopis Respekt (18 – 24. 1. 2010) str. 54, 3 fotografie: „Na zpráchnivělém molitanu“, ohlédnutí za fotografy, kteří se během normalizace ocitli mimo zónu, Jan H. Vitvar
- Ateliér č. 2 2010, Mimo zónu, Anna Maximová

## Zastoupení ve sbírkách
- UPM Praha
- MG Brno
- Galerie Antrazit Essen
- Ministerstvo kultury Paříž

## Realizace fotografických publikací
- Klášterecký park a zámek: Historický park státního zámku
- V Klášterci nad Ohří, Propagační tvorba Praha 1982
- Chomutovsko – historické památky, vydala Okresní knihovna Chomutov 1986
- Klášterecký porcelán – sbírka – leporello 1982
- Pohlednice – Pressfoto Praha

## Teoretická práce
- Samostatná diplomní teoretická práce:
- Fotograf JIŘÍ SEVER © Vratislav Hůrka FAMU Praha 1974
- Citace z této práce – časopis Ateliér 2003

## Realizované cykly fotografií (názvy)
- „1969–1989“
- „Narušení“ (1974–1989)
- „Cestou“ (1994–2006)
- „Pásma, krajiny, obrazy“ (2006–)